# بیگ استیک (ویرجینیای غربی)
بیگ استیک (به انگلیسی: Big Stick) یک منطقهٔ مسکونی در ایالات متحده آمریکا است که در شهرستان رالی، ویرجینیای غربی واقع شده‌است.